# 保岱镇
保岱镇，是中华人民共和国河北省张家口涿鹿县下辖的一个乡镇级行政单位。

## 行政区划
保岱镇下辖以下地区：
董家房村、茶房村、上洪寺村、下洪寺村、辛庄村、白草地村、方家沟村、下葫芦村、保岱村、石家嘴村、水沟村、窑子头村、西堡村、东堡村、王庄村、付庄村、张庄村、易庄村、甘庄村、周庄村、上水谷村和下水谷村。